# Ceda el paso

Señal de ceda el paso.

La señal de ceda el paso es una señal de tránsito que se utiliza en intersecciones o zonas de conflicto en la infraestructura de transporte que indica al conductor, en caso de que no alcance a cruzar o incorporarse de forma segura sin interferir en la maniobra de los vehículos de la otra corriente, la obligación de ceder el paso. Esta señal se utiliza frecuentemente en los accesos de vías expresas (autovías) o en intersecciones a nivel con control de prioridad. Es también común ver estas señales en los accesos de las glorietas para darle la prioridad a la calzada anular.

## Prioridad de paso

Señal europea Calzada con prioridad.

Señal mexicana Preferencia de paso.

La obligación de ceder el paso puede que no sea así y que dicha incorporación se realice desde una carretera y esta vía en su correspondiente intersección. Siendo los vehículos que estén transitando por la autopista o autovía, siempre tendrán preferencia de paso sobre aquellos que van a agregarse a esta. Inclusive aun usando en los últimos tramos de un carril de aceleración, deberán detenerse si fuere necesario antes de incorporarse para evadir situaciones de peligro y la seguridad de los demás conductores.
Siendo otro modo, que los vehículos que circulen por la vía preferente (siendo en este caso una autopista o autovía) deberán —en la medida que sea posible y siempre que no entrañe riesgo alguno para los demás usuarios de la vía— facilitar la incorporación de los vehículos, cambiándose si fuese posible.
En Europa se utiliza un diamante amarillo que cumple la función opuesta al ceda el paso (o el pare) y es el de conferir la prioridad a la vía que tiene esta señal. Cuando en un acceso no exista esta señal, el conductor debe proceder con precaución, de forma similar a como lo haría con un ceda el paso.

## Formas
La señal de ceda el paso puede presentarse de dos formas:
- Señal vertical: Consta de un tablero con triángulo blanco con borde rojo invertido, usualmente de material reflectivo en un vástago de metal.

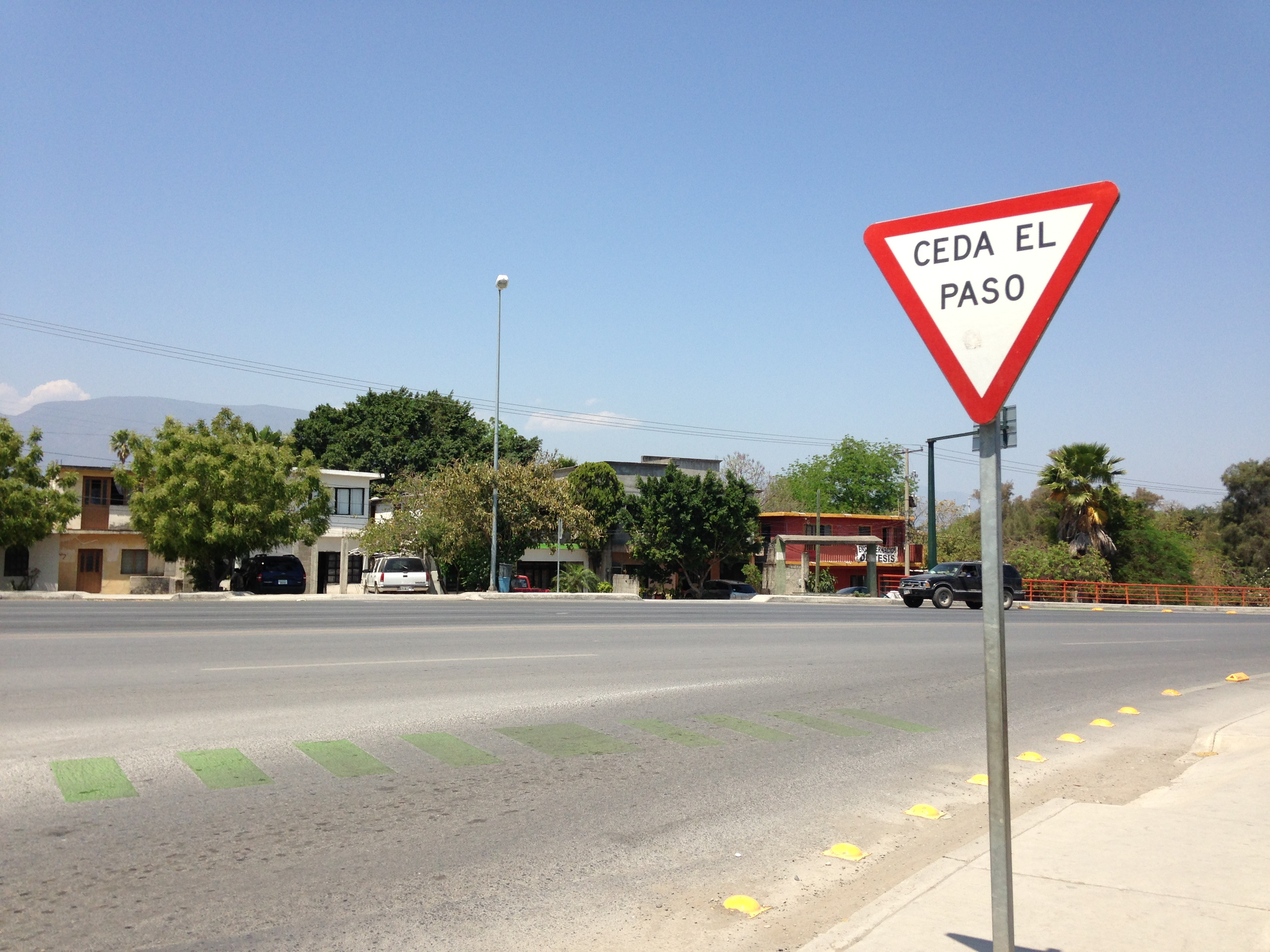
Señal de ceda el paso en México.

- Señal de ceda el paso en México.Marca horizontal: la marca es un triángulo con el vértice opuesto al lado menor, dirigido sobre la calzada con el vértice hacia el lado del vehículo que se aproxima.

## Debate
Existe un debate sobre la conveniencia de la detención completa de los vehículos al llegar a una intersección (señal de pare), versus la de reducir la velocidad y maniobrar sin detenerse (señal de ceda el paso). Pese a que existen tradiciones muy arraigadas en Estados Unidos y Europa por cada una de ellas respectivamente, las intersecciones con pare presentan el siguiente inconveniente.
Existen intersecciones las señales de pare para los cuatro accesos y existen intersecciones con pare solo en los accesos de la vía menor. Esto obliga a que el conductor que va por la vía menor, tenga que asegurarse de mirar que las otras esquinas no tengan también señal de pare para poder operar.

## Variaciones de la señal

Estándar internacional
Finlandia, Grecia, Islandia,  Kuwait, Polonia, Suecia, Vietnam
Botsuana, Lesoto, Namibia, Suazilandia, Sudáfrica (eliminado en 1993 a favor de fondo blanco)

### Señales con diagramas

Ceda de la carretera principal Kuwait
Ceda a tranvía República Checa
Ceda a peatones SADC
Ceda a rotonda Australia, Nueva Zelanda, Samoa
Ceda a rotonda Canadá
Ceda a rotonda SADC
Ceda a ciclistas Bélgica
Ceda a peatones Estados Unidos

### En español

Argentina, Bolivia, Ecuador, El Salvador, Panamá, Perú, Uruguay
Colombia
Centroamérica
Cuba
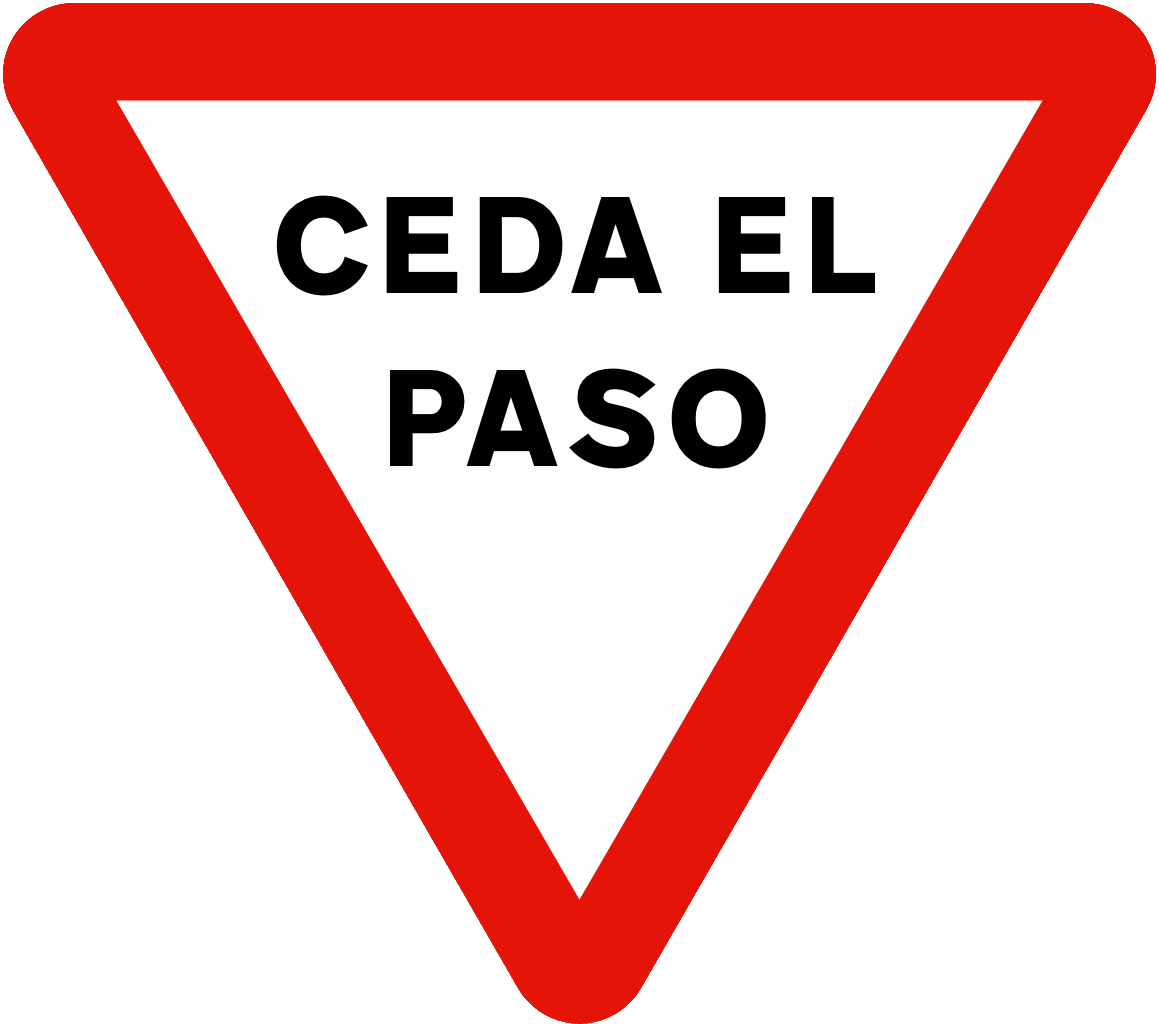
España (Antiguamente utilizada, las más antiguas utilizan la tipografía francesa Caractères en vez de CCRIGE)
Puerto Rico
Uruguay

### En inglés

Australia
Bahamas, Reino Unido, Singapur
Nigeria
Nueva Zelanda, Samoa
Malaui, Zambia y Zimbabue (Antiguamente utilizada)
Irlanda
Estados Unidos
Filipinas

### En otros idiomas

Brunéi
Corea del Sur
Filipinas
Francia, Mónaco
Haití
Hong Kong
Irlanda (Gaeilge)
Malasia
Maldivas
República Popular China
República de China (Taiwán)
Tailandia
Gales